# Aldehuela de Yeltes
Aldehuela de Yeltes é um município da Espanha na província de Salamanca, comunidade autónoma de Castela e Leão, de área 60,64 km² com população de 256 habitantes (2004) e densidade populacional de 4,22 hab/km².

## Demografia
| Variação demográfica do município entre 1991 e 2004 | Variação demográfica do município entre 1991 e 2004 | Variação demográfica do município entre 1991 e 2004 | Variação demográfica do município entre 1991 e 2004 |
| --------------------------------------------------- | --------------------------------------------------- | --------------------------------------------------- | --------------------------------------------------- |
| 1991                                                | 1996                                                | 2001                                                | 2004                                                |
| 398                                                 | 355                                                 | 282                                                 | 256                                                 |